# Barbara Bel Geddes

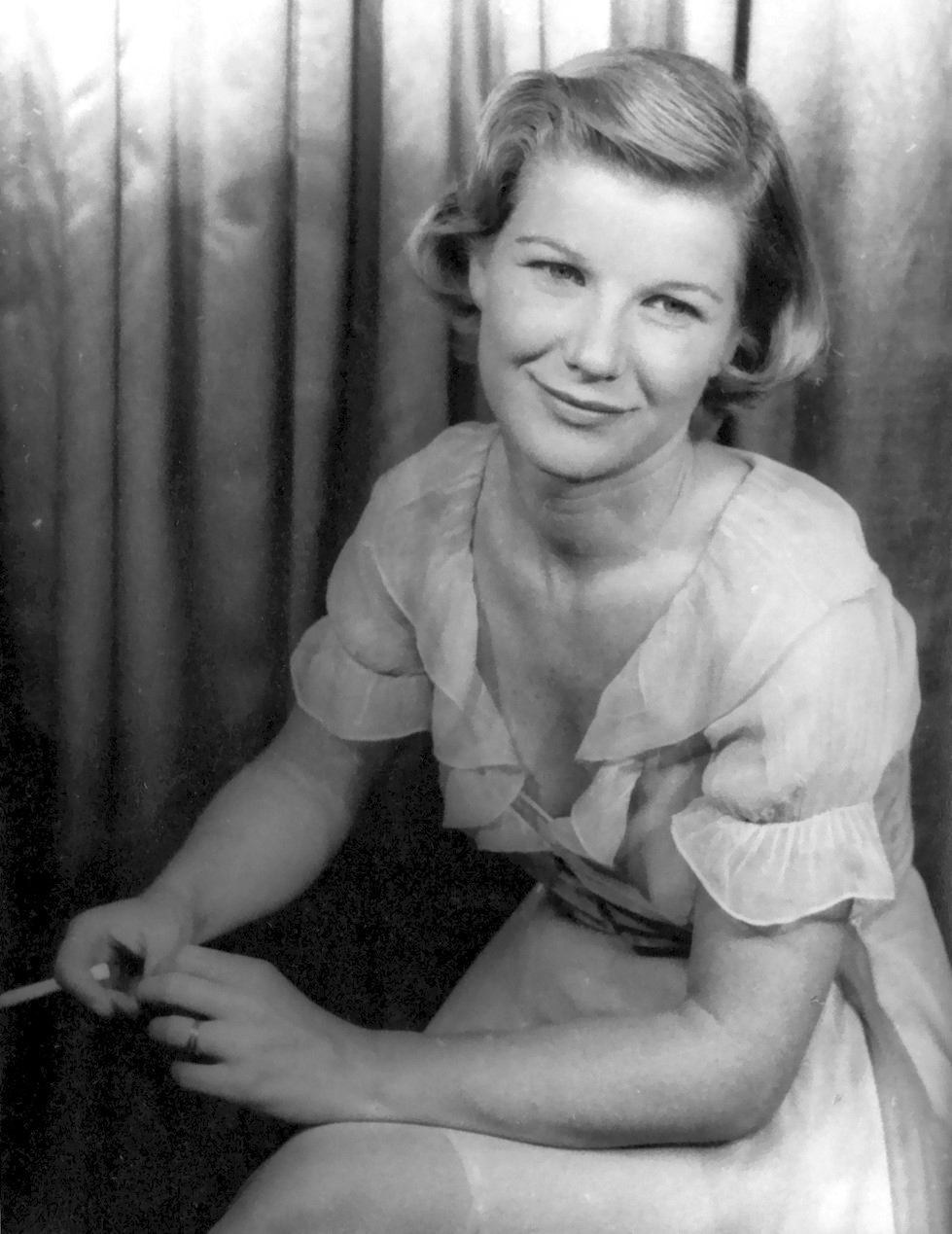
Barbara Bel Geddes, 3. Juni 1955
(Fotografie von Carl van Vechten, aus der Van Vechten Collection der Library of Congress)

Barbara Bel Geddes (* 31. Oktober 1922 in New York; † 8. August 2005 in Northeast Harbor, Maine) war eine US-amerikanische Schauspielerin. Sie verkörperte die Clanmutter Miss Ellie in der Fernsehserie Dallas, wofür sie mit einem Emmy ausgezeichnet wurde. Sie war ebenfalls als Theaterschauspielerin am Broadway erfolgreich und spielte in bekannten Filmen wie Geheimnis der Mutter und Vertigo.

## Leben und Karriere
Bel Geddes war die Tochter von Helen Belle Sneider und dem Architekten und Bühnenbildner Norman Bel Geddes, der für mehr als zweihundert Inszenierungen das Bühnenbild entwarf. Barbara Bel Geddes wuchs in dieser Theateratmosphäre auf und kam als Jugendliche zu ersten Bühnenrollen. Sie begann ihre professionelle Schauspielkarriere Anfang der 1940er-Jahre am Broadway, wo sie unter anderem 1945 in Elia Kazans Inszenierung des Theaterstücks Deep Are the Roots eine in einen schwarzen Mann verliebte weiße Frau darstellte. Für diesen Auftritt erhielt sie 1945 den New York Drama Critics Award und bald wurde auch Hollywood auf die junge, talentierte Darstellerin aufmerksam.
Bel Geddes hatte ihr Debüt als Filmschauspielerin an der Seite von Henry Fonda in Die lange Nacht (1947). Bereits für ihren zweiten Film Geheimnis der Mutter, in dem sie eine talentierte junge Autorin spielte, war sie 1948 in der Kategorie Beste Nebendarstellerin für einen Oscar nominiert. Sie war bei RKO Radio Pictures unter Vertrag, wo ihre Karriere allerdings bald stockte, da der exzentrische RKO-Studiochef Howard Hughes sie für nicht attraktiv genug für Hauptrollen befand. Anfang der 1950er-Jahre kamen die Ermittlungen gegen Kommunisten während der McCarthy-Ära dazu, wobei die linksliberale Bel Geddes zeitweise verdächtigt wurde, Sympathien für den Kommunismus zu hegen. Sie verließ Hollywood und kehrte an den Broadway zurück, wo sie zahlreiche Theaterpreise erhielt. So spielte sie unter anderem auch die Hauptrolle der Maggie in der Uraufführung von Die Katze auf dem heißen Blechdach von Tennessee Williams. 
In Filmen wirkte sie in den folgenden Jahrzehnten noch selten mit, wobei insbesondere ihre Nebenrolle als platonische Freundin von James Stewarts Hauptfigur in Alfred Hitchcocks Filmklassiker Vertigo – Aus dem Reich der Toten (1957) in Erinnerung geblieben ist. Sie wirkte 1959 als weibliche Hauptdarstellerin neben Danny Kaye in der Musiker-Filmbiografie Fünf Pennies mit.
In den 1960er-Jahren zog Bel Geddes sich weitgehend aus dem Theater- und Filmleben zurück, um ihren krebskranken Ehemann zu pflegen. Nachdem dieser 1972 gestorben war, kehrte sie zur Schauspielerei zurück, auch da durch die jahrelange Pflege ihre gesamten Ersparnisse aufgebraucht waren. Filmangebote blieben für einige Jahre rar, erst durch die Darstellung der Miss Ellie in der Fernsehserie Dallas ab 1978 wurde sie weltberühmt. Sie erhielt für diese Rolle ihre erste filmische Auszeichnung in Form eines Emmy Awards. In den frühen 1970er-Jahren musste sie sich einer Brustkrebsoperation unterziehen, was thematisch später auch in der Serie Dallas verarbeitet wurde. 1984 wurde bei ihr eine vierfache Bypass-Operation notwendig, sodass man sie bei Dallas vorübergehend durch Donna Reed ersetzte.
Ein Jahr vor der Einstellung von Dallas verließ Bel Geddes im Jahr 1990 die Serie und zog sich vollkommen aus dem Showbusiness zurück. Sie schrieb zwei Kinderbücher, I Like to Be Me und So Do I, und entwarf eine populäre Serie von Grußkarten. Am 8. August 2005 starb Barbara Bel Geddes im Alter von 82 Jahren in ihrem Haus in Northeast Harbor, Maine, an Lungenkrebs. Bel Geddes war zweimal verheiratet und Mutter von zwei Töchtern.

## Filmografie
- 1947: Die lange Nacht (The Long Night)
- 1948: Geheimnis der Mutter (I Remember Mama)
- 1948: Nacht in der Prärie (Blood on the Moon)
- 1949: Gefangen (Caught)
- 1950: Unter Geheimbefehl (Panic in the Streets)
- 1950: Robert Montgomery Presents (Fernsehserie, 2 Folgen)
- 1950: Pulitzer Prize Playhouse (Fernsehserie, Folge 1x11)
- 1950: Nash Airflyte Theatre (Fernsehserie, Folge 1x14)
- 1951: Vierzehn Stunden (Fourteen Hours)
- 1954: Campbell Playhouse (Fernsehserie, Folge 2x40)
- 1957: On Trial (Fernsehserie, Folge 1x27)
- 1957: Schlitz Playhouse of Stars (Fernsehserie, 2 Folgen)
- 1957–1958: Westinghouse Studio One (Fernsehserie, 2 Folgen)
- 1958: Playhouse 90 (Fernsehserie, Folge 2x32)
- 1958: Vertigo – Aus dem Reich der Toten (Vertigo)
- 1958: Decision (Fernsehserie, Folge 1x02)
- 1958: The United States Steel Hour (Fernsehserie, Folge 6x03)
- 1958: The DuPont Show of the Month (Fernsehserie, Folge 2x04)
- 1958–1960: Alfred Hitchcock Presents (Fernsehserie, 4 Folgen)
- 1959: Fünf Pennies (The Five Pennies)
- 1959: Riverboat (Fernsehserie, Folge 1x01)
- 1960: Jovanka und die anderen (Jovanka e le altre)
- 1960: Dow Hour of Great Mysteries (Fernsehserie, Folge 1x02)
- 1961: Und die Nacht wird schweigen (By Love Possessed)
- 1965: Dr. Kildare (Fernsehserie, Folge 4x22)
- 1968: CBS Playhouse (Fernsehserie, Folge 1x05)
- 1969: Journey to the Unknown (Fernsehserie, Folge 1x07)
- 1969: Daniel Boone (Fernsehserie, Folge 5x25)
- 1971: Summertree
- 1971: The Todd Killings
- 1976: Spencers Piloten (Spencer's Pilots, Fernsehserie, Folge 1x08)
- 1977: Our Town (Fernsehfilm)
- 1978–1990: Dallas (Fernsehserie, 300 Folgen)

## Auszeichnungen
- 1948: Oscar-Nominierung als beste Nebendarstellerin für den Film Geheimnis der Mutter
- 1980: Emmy Awards für ihre Rolle als gutherzige Miss Ellie, der Frau des alten Jock Ewing in der US-Serie Dallas